# Experimento de Fizeau y Foucault

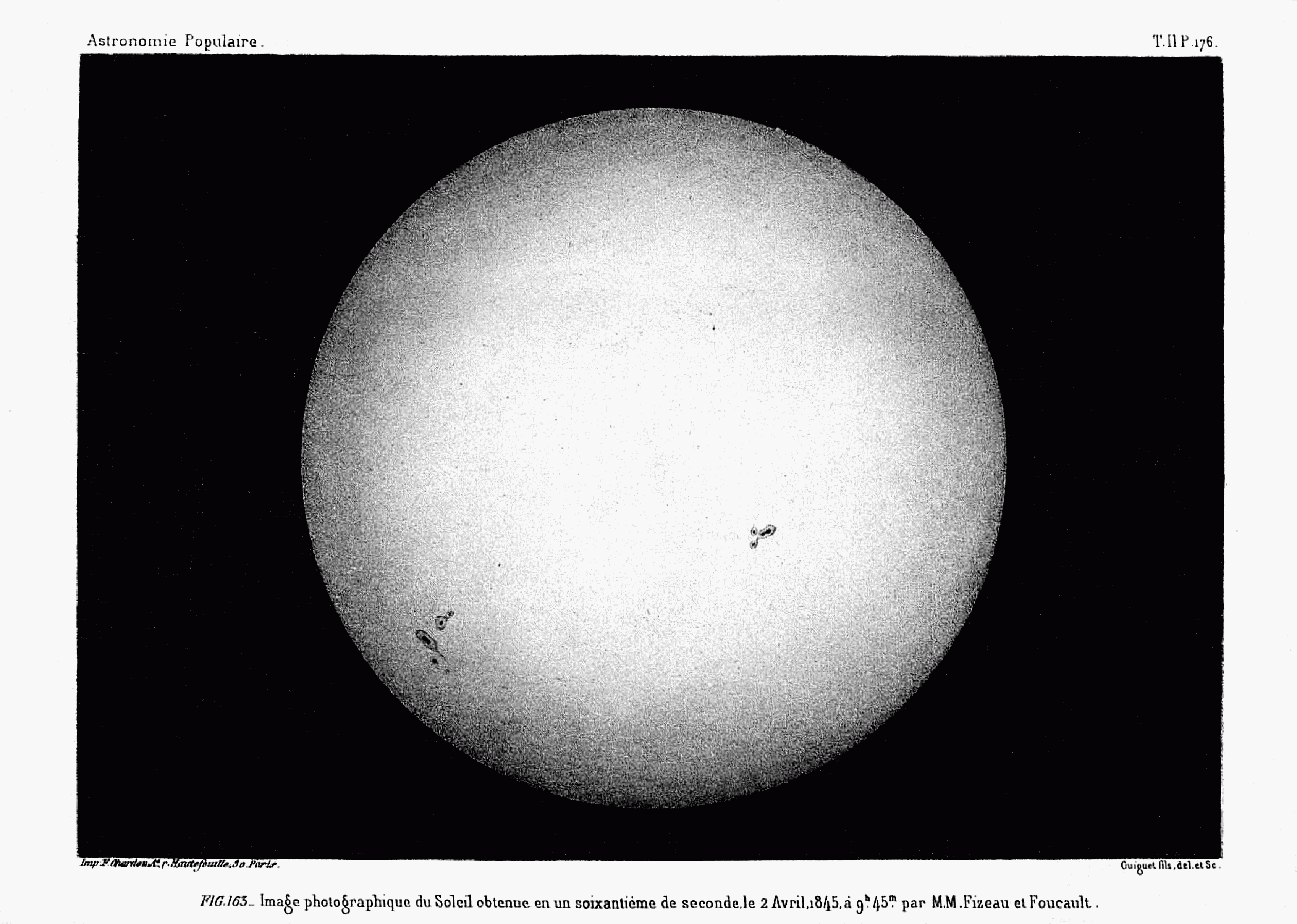
Imágenes del Sol tomadas con daguerrotipo

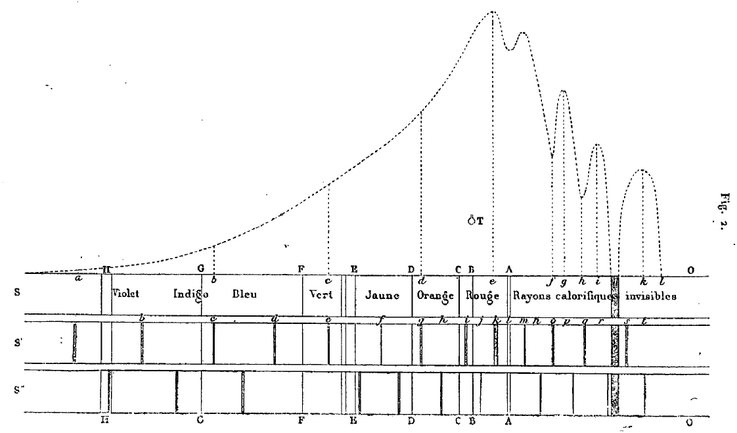
Espectro infrarrojo de la luz solar

Experimento de Fizeau y Foucault es un término usado a veces para referirse a dos tipos de instrumentos históricamente utilizados para medir la velocidad de la luz. La fusión de los dos tipos de instrumentos surge en parte porque Hippolyte Fizeau y Léon Foucault habían sido originalmente amigos y colaboradores. Trabajaron juntos en proyectos tales como el uso del proceso del daguerreotipo para tomar imágenes del sol entre 1843 y 1845 y caracterizar las bandas de absorción del espectro infrarrojo de la luz solar en 1847.
En 1834, Charles Wheatstone desarrolló un método basado en un espejo que gira rápidamente para estudiar los fenómenos transitorios, que fue aplicado para medir la velocidad de la electricidad en un alambre y la duración de una chispa eléctrica. El físico británico comunicó a François Arago la idea de que su método podría ser adaptado a un estudio de la velocidad de la luz. Arago amplió el concepto de Wheatstone en una publicación de 1838, haciendo hincapié en la posibilidad de que una prueba de la velocidad relativa de la luz en el aire y en el agua podría ser utilizada para obtener argumentos a favor o en contra de las teorías corpuscular y ondulatoria de la luz.
En 1845, Arago propuso a Fizeau y a Foucault que trataran de medir la velocidad de la luz. Sin embargo, en algún momento de 1849, parece que los dos tuvieron una disputa, y se separaron para seguir vías independientes en la realización de este experimento. En 1848-49, Fizeau utilizó una rueda dentada (en vez del espejo giratorio) para realizar una medición absoluta de la velocidad de la luz en el aire. En 1850, tanto Fizeau como Foucault utilizaron dispositivos con espejo en rotación para realizar medidas relativas de la velocidad de la luz en el aire frente a su velocidad en el agua. Foucault utilizó una versión reducida del aparato de espejo giratorio para realizar una medición absoluta de la velocidad de la luz en 1862. Experimentos posteriores realizados por Marie Alfred Cornu en 1872-76 y por Albert Abraham Michelson entre 1877 y 1931 utilizando versiones de la rueda dentada y de espejos de rotación mejorados, permitieron hacer estimaciones cada vez más precisas de la velocidad de la luz.

## Determinación de Fizeau de la velocidad de la luz

Figura 1: Esquema del dispositivo utilizado originalmente por Fizeau en 1849. En lugar de un espejo giratorio, utilizaba un disco estroboscópico ranurado y un espejo fijo parcialmente reflectivo. El valor de la velocidad de la luz obtenido en esa ocasión, resultó alrededor de un 5% superior al aceptado actualmente.

En 1848-49, Hippolyte Fizeau determinó la velocidad de la luz entre una fuente de luz intensa y un espejo situado a 8 km de distancia. La fuente de luz era interrumpida por una rueda dentada con 720 muescas que se podía hacer girar a una velocidad variable de hasta cientos de revoluciones por segundo. (Figura 1) Fizeau ajustaba la velocidad de rotación de la rueda dentada hasta que la luz que pasa a través de una ranura de la rueda dentada era completamente eclipsada por el diente adyacente. Haciendo rotar la rueda dentada 3, 5 y 7 veces esta tasa de giro básico también se producía un eclipse de la luz reflejada por los dientes de la rueda dentada próximos. Dada la velocidad de rotación de la rueda y la distancia entre la rueda y el espejo, Fizeau fue capaz de calcular un valor de 310.000 km/s para la velocidad de la luz. Para Fizeau fue difícil estimar visualmente el mínimo de intensidad de la luz bloqueada por los dientes adyacentes, y posteriormente se comprobó que el valor que obtuvo para la velocidad de la luz era del orden de un 5% demasiado elevado.
Entre 1800 y 1850 se había producido un intenso debate sobre la naturaleza ondulatoria o corpuscular de la luz. Aunque la observación del punto de Arago en 1819 al parecer había resuelto la cuestión definitivamente en favor de la teoría ondulatoria de la luz de Fresnel, continuaron apareciendo diversos aspectos de la luz que se podían abordar más satisfactoriamente mediante la teoría corpuscular de  Newton. Arago había sugerido en 1838 que una comparación diferencial de la velocidad de la luz en el aire frente a su velocidad en el agua serviría para probar o refutar la naturaleza ondulatoria de la luz. En 1850, en plena carrera contra Foucault para materializar el experimento, Fizeau encargó a Louis Breguet la construcción de un aparato de espejo rotatorio, en el que se divide un rayo de luz en dos haces, pasando uno por el agua, mientras que el otro viaja siempre a través del aire. Superado por Foucault por apenas siete semanas,: 117–132  confirmó que la velocidad de la luz es mayor cuando viaja a través del aire, contribuyendo a la validación de la teoría ondulatoria de la luz.

## Determinación de Foucault de la velocidad de la luz
Entre 1850 y en 1862, Léon Foucault hizo mejores determinaciones de la velocidad de la luz sustituyendo la rueda dentada de Fizeau por un espejo (Figura 2). El aparato hace que la luz que sale de la rendija S se refleje en un espejo giratorio R, formando una imagen de la rendija en el espejo estacionario distante M, que se refleja a continuación, para volver a formar una imagen de la rendija original. Si el espejo R es estacionario, entonces la imagen de la hendidura se forma en S independientemente de la inclinación del espejo. La situación es diferente, sin embargo, si R se encuentra en rápida rotación.
Como el espejo giratorio R se ha movido ligeramente en el tiempo que tarda la luz para rebotar de R a M y de vuelta, la luz se desvía lejos de la fuente original con un pequeño ángulo. En la figura 3, se puede apreciar que la imagen de la fuente (hendidura) se encuentra desplazada en un ángulo de 2θ respecto a su dirección de partida.
| Si la distancia entre espejos es h, el tiempo entre la primera y la segunda reflexión sobre el espejo giratorio es 2 h / c (siendo c la velocidad de la luz). Si el espejo gira a una velocidad angular constante ω, el ángulo θ girado durante la ida y vuelta de la luz viene dado por: {\displaystyle \theta ={\tfrac {2h\omega }{c}}=\omega t} La velocidad de la luz es calculada por el valor observado del ángulo θ, la velocidad angular ω y la distancia medida h como: {\displaystyle c={\tfrac {2\omega h}{\theta }}} |

Guiado por motivaciones similares a las de su rival, Foucault en 1850 estaba más interesado en resolver el debate de onda y corpúsculo que en la determinación de un valor absoluto preciso para la velocidad de la luz. Foucault midió la velocidad diferencial de la luz insertando un tubo lleno de agua situado entre el espejo giratorio y el espejo distante. Sus resultados experimentales, anunciados poco antes de que Fizeau pudiese mostrar sus propios resultados sobre el mismo tema, eran vistos como "el último clavo en el ataúd" de la teoría corpuscular de la luz de Newton, cuando se demostró que la luz viaja más lentamente a través del agua que a través del aire. Newton había explicado la refracción como un tirón del medio sobre la luz, lo que implicaba un aumento de la velocidad de la luz en el medio. La teoría corpuscular de la luz quedó en suspenso, totalmente eclipsada por la teoría ondulatoria. Esta situación duró hasta 1905, cuando Einstein presentó argumentos heurísticos que bajo diversas circunstancias, como cuando se considera el efecto fotoeléctrico, la luz muestra algunos comportamientos indicativos propios de una partícula.
En contraste con su medición de 1850, la medición de Foucault de 1862 estaba dirigida a la obtención de un valor absoluto preciso para la velocidad de la luz, ya que su preocupación era deducir un valor mejorado para la unidad astronómica. En ese momento, Foucault estaba trabajando en el Observatorio de París dirigido por Urbain Le Verrier. Le Verrier, basado en extensos cálculos de mecánica celeste, creía que el valor de consenso para la velocidad de la luz era quizás un 4% demasiado alto. Las limitaciones técnicas impidieron que Foucault separase los espejos R y M en más de aproximadamente 20 metros. A pesar de esta longitud de recorrido limitada, fue capaz de medir el desplazamiento de la imagen de la hendidura (menos de 1 mm) con considerable precisión. Además, a diferencia del caso con el experimento de Fizeau (que requiere medir la velocidad de rotación de una rueda dentada de velocidad ajustable), Fizeau podía hacer girar el espejo a una velocidad constante, determinada cronométricamente. La medición de Foucault confirmó las estimaciones de Le Verrier.: (227–234)  Su cifra de 1862 para la velocidad de la luz (298.000 km/s) estaba dentro del 0,6% de su valor moderno.

## Refinamiento de Cornu del experimento de Fizeau

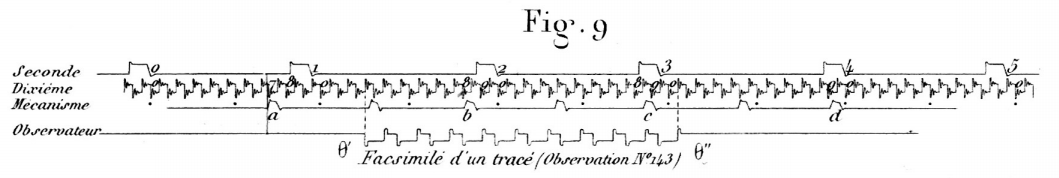
Figura 4. Registro cronográfico del experimento de Cornu, mostrando las señales de temporización basadas en el reloj del observatorio, y las marcas observadas.

A instancias del Observatorio de París bajo Le Verrier, Marie Alfred Cornu repitió la medición de la rueda dentada de Fizeau de 1848 en una serie de experimentos realizados entre 1872 y 1876. El objetivo era obtener un valor para la velocidad de la luz preciso con una exactitud del uno por mil. El equipo de Cornu le permitió obtener una alta sensibilidad en la detección de los haces de luz, hasta el orden de magnitud 21. En lugar de la estimación de la mínima intensidad de la luz que está siendo bloqueada por los dientes adyacentes, un procedimiento relativamente inexacto, Cornu hizo pares de observaciones a cada lado de los mínimos de intensidad, con un promedio de los valores obtenidos con la rueda girando en sentido horario y antihorario. Un circuito eléctrico registró las rotaciones de la rueda en un gráfico del cronógrafo que permitió comparaciones de tasas precisas contra el reloj del observatorio, y un dispositivo de llave de telégrafo permitió a Cornu marcar en este mismo gráfico los momentos precisos cuando juzgó que una extinción aparecía. Su último experimento se llevó a cabo a través de un recorrido casi tres veces más largo que el utilizado por Fizeau, y arrojó una cifra de 300.400  km/s, que está dentro de 0,2% de su valor moderno.

## Refinamiento de Michelson del experimento de Foucault
En la figura 2 se observa que Foucault coloca el espejo giratorio R lo más cerca posible a la lente L a fin de maximizar la distancia entre R y la rendija S. Como R gira, la imagen ampliada de la hendidura S se forma en la cara del espejo distante M en forma de barrido. A su vez, cuanto mayor sea la distancia RM, la rapidez de los barridos de imagen a través del espejo M, hace que menos luz se refleje de vuelta. Foucault no pudo aumentar la distancia RM en su disposición óptica acodada más allá de aproximadamente 20 metros sin que la imagen de la rendija se volviese demasiado tenue para poder medirla con precisión.

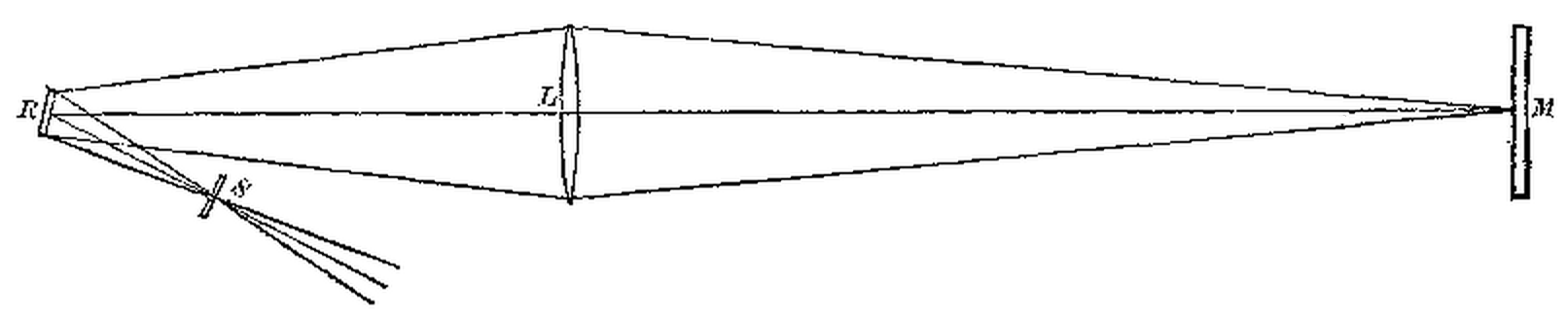
Figura 5. Repetición del experimento de Foucault para la determinación de la velocidad de la luz realizada por de Michelson en 1879, incorporado varias mejoras que permitieron el uso de una trayectoria de la luz más larga.

Entre 1877 y 1931, Michelson hizo múltiples mediciones de la velocidad de la luz. Sus experimentos realizados entre 1877 y 1879 se llevaron a cabo bajo los auspicios de Simon Newcomb, que también estaba trabajando en la medición de la velocidad de la luz. La configuración de Michelson incorporaba varias mejoras en la disposición original del aparato de Foucault. Como se ve en la figura 5, colocaba el espejo giratorio R cerca del foco principal de la lente L (el punto focal da rayos de luz incidentes paralelos). Si el espejo giratorio R está exactamente en el foco principal, la imagen en movimiento de la hendidura permanece sobre el distante espejo plano M (igual en diámetro a la lente L) siempre y cuando el eje del haz de luz reflejada incida en la lente, siendo así independiente de la distancia RM. En consecuencia, fue capaz de aumentar la distancia RM a unos 600 metros. Para lograr un valor razonable de la distancia RS, Michelson utilizó una lente con una distancia focal extremadamente larga (45,7 metros) y adoptó una solución de compromiso situando R unos 4,5 metros más cercana que el foco de L. Esto permitió adoptar una distancia RS de entre 8,7-10,1 metros. Calibró cuidadosamente unos diapasones para controlar la velocidad de rotación del espejo R accionado con un motor de turbina de aire, y así obtener desplazamientos de la imagen de la hendidura del orden de 115 mm. Su cifra de 1879 para la velocidad de la luz de 299.944 ± 51 km/s, estaba dentro de aproximadamente un 0,05% del valor actual. En 1926 repitió el experimento incorporando aún más refinamientos, tales como el uso de espejos rotativos en forma de prisma poligonal con ocho o dieciséis facetas (que permiten una imagen más brillante) y una línea base de 22 millas, obteniendo una exactitud de fracción de parte por millón. Su cifra de 299.796 ± 4 km/s era tan solo 4 km/s superior al valor corrientemente aceptado en 1931. Los trabajos de Michelson para medir la velocidad de la luz en el vacío fueron interrumpidos por su muerte. Aunque se completó su experimento póstumamente por FG Pease y por F. Pearson, diversos factores pesaban en contra de una medida de mayor precisión, incluyendo un terremoto que perturbó las mediciones de las distancias de referencia.

### Mediciones de la velocidad relativa de la luz
- "Sur un système d'expériences à l'aide duquel la théorie de l'émission et celle des ondes seront soumises à des épreuves décisives." by F. Arago (1838)
- Sur les vitesses relatives de la lumière dans l'air et dans l'eau / par Léon Foucault (1853) Archivado el 3 de marzo de 2016 en Wayback Machine.
- "Sur l'Experience relative a la vitesse comparative de la lumiere dans l'air et dans l'eau." by H. Fizeau and L. Breguet (1850)

### Mediciones de la velocidad absoluta de la luz
- Sur une experience relative a la vitesse de propagation de la lumière by H. Fizeau (1849)
- Mesure de la vitesse de la lumière ; Étude optique des surfaces / mémoires de Léon Foucault (1913)
- Détermination de la vitesse de la lumière: d'après des expériences exécutées en 1874 entre l'Observatoire et Montlhéry, by M. A. Cornu (1876) Archivado el 29 de octubre de 2015 en Wayback Machine.

### Demostraciones de aula
- Velocidad de la Luz (El Método Foucault)
- Un moderno experimento de Fizeau para fines de educación y divulgación
- La medición de la velocidad de la luz (video, el método de Foucault) BYU Física y Astronomía

- Datos: Q143885